# Дужа-Кльоня
Дужа-Кльоня (пол. Duża Klonia, нім. Ahornfeld) — село в Польщі, у гміні Черськ Хойницького повіту Поморського воєводства.
Населення — 173 особи (2011).
У 1975-1998 роках село належало до Бидгощського воєводства.

## Демографія
Демографічна структура станом на 31 березня 2011 року:
|          | Загалом | Допрацездатний вік | Працездатний вік | Постпрацездатний вік |
| -------- | ------- | ------------------ | ---------------- | -------------------- |
| Чоловіки | 84      | 13                 | 67               | 4                    |
| Жінки    | 89      | 19                 | 57               | 13                   |
| Разом    | 173     | 32                 | 124              | 17                   |